# U-681
Unterseeboot 681 foi um submarino alemão do Tipo VIIC, pertencente a Kriegsmarine que atuou durante a Segunda Guerra Mundial.

## Comandantes
| Comandante            | Data                                         |
| --------------------- | -------------------------------------------- |
| Oblt. (R) Helmut Bach | 3 de fevereiro de 1944 - 2 de agosto de 1944 |
| Oblt. Werner Gebauer  | 2 de agosto de 1944 - 10 de março de 1945    |

## Subordinação
Durante o seu tempo de serviço, esteve subordinado às seguintes flotilhas:
| Período                                        | Flotilha                                   |
| ---------------------------------------------- | ------------------------------------------ |
| 3 de fevereiro de 1944 - 31 de outubro de 1944 | 31. Unterseebootsflottille (treinamento)   |
| 1 de novembro de 1944 - 10 de março de 1945    | 11. Unterseebootsflottille (serviço ativo) |